# Chambacú (barrio)
Chambacú fue un barrio de Cartagena de Indias, Colombia, ubicado en los extramuros del centro histórico de la ciudad, que desapareció en 1971. Considerado en su momento el tugurio más grande del país, fue escenario de uno de los proyectos de erradicación de tugurios más importantes en la historia colombiana. Es el escenario central del libro Chambacú, Corral de Negros de Manuel Zapata Olivella.

## Inicios
A mediados de los años 1920, Chambacú se hallaba prácticamente despoblada y era una isla separada de tierra firme por los caños y lagunas que rodeaban al centro de la ciudad. La isla había sido propiedad del expresidente Rafael Nuñez, quien se la concedió a su cochero en agradecimiento por sus servicios. Pasó de un propietario a otro, hasta que la alcaldía municipal decidió comprarla, presionada por los asentamientos irregulares de algunas familias que se apropiaban progresivamente de los terrenos. Los nuevos pobladores provenían de barrios y de pueblos cercanos a Cartagena. Con el tiempo, y frente a la llegada masiva de nuevos vecinos quienes en su mayoría venían desplazados del Conflicto entre Liberales y Conservadores (entre 1947-1967). se fueron rellenando los cuerpos de agua para ir extendiendo las fronteras del barrio; los pobladores se valieron de basura, cáscaras de arroz provenientes de una arrocera cercana y de todo tipo de materiales sólidos como relleno.

## Años 1950
Para 1955, más de 20 años después de la conformación del barrio, la población total era de 8.697 personas, agrupadas en cerca de 1.200 familias. Debido a la incapacidad económica de sus habitantes, las viviendas habían sido construidas en materiales perecederos (madera, plástico, cartón), y muy pocas reunían condiciones dignas de vida. Muchas no contaban con los servicios públicos básicos (agua potable, alcantarillado o energía eléctrica) y eran demasiado pequeñas para la cantidad de personas que albergaban. El hacinamiento era un patrón generalizado en la mayor parte de la comunidad. Del mismo modo, carecían de escuelas, centros comunitarios y establecimientos de salud. Por tal motivo, los índices de analfabetismo y de proliferación de enfermedades eran elevados.
La falta de educación ocasionó que los chambaculeros se emplearan en oficios informales y poco remunerados. La mayoría de ellos se dedicaban al comercio ambulante y a la albañilería. La mayor parte de los ingresos mensuales por hogar estaban concentrados en la alimentación, por lo cual, era difícil realizar cuantiosas inversiones en el mejoramiento del hábitat. Dicha situación fue alimentando los argumentos de quienes habían venido insistiendo en la necesidad de erradicar el barrio y de trasladar a sus pobladores, dado que la imagen del sector afeaba al resto de la ciudad y, en ese sentido, constituía un supuesto perjuicio para el porvenir turístico de Cartagena. Ese mismo año, salió a la luz pública el primer proyecto que visualizaba la remoción definitiva de la comunidad.

## El proceso de erradicación
En 1955, el Instituto de Crédito Territorial (ICT), la entidad encargada de coordinar la política estatal de vivienda, presentó una iniciativa para erradicar el barrio y relocalizar a sus habitantes en otro espacio retirado de la ciudad. La institución firmó un acuerdo con la Alcaldía de Cartagena en ese mismo año y, de esa manera, se formalizó la alianza para emprender el proyecto. Se importaron varios centenares de casas prefabricadas desde Finlandia y se comenzaron a realizar las gestiones para adquirir un terreno dentro del cual se ubicara el nuevo asentamiento. A pesar de que se tenía proyectado iniciar con las obras con celeridad, se fueron presentando inconvenientes alrededor de la nueva ubicación. Cuando se proyectó la instalación de las nuevas viviendas en una zona del sur de la ciudad, una escuela católica que estaba ubicada en sus inmediaciones protestó por la iniciativa e hizo un llamado para reconsiderar la ubicación del asentamiento, aludiendo los perjuicios que se ocasionarían dado el carácter "socio-moral" de los chambaculeros.
Una nueva dificultad surgió años después debido a una disputa entre la Alcaldía de Cartagena y el Instituto de Crédito Territorial por los términos del contrato firmado en 1955. Los primeros afirmaban que con el paso de los terrenos de Chambacú al instituto, se había ocasionado un grave perjuicio al erario de la ciudad. La disputa, que duraría un par de años, se resolvió finalmente a favor de la alcaldía municipal. No obstante, dado los nuevos términos del contrato, el proyecto resultó desfinanciado y continuó siendo postergado.
En 1969, después de un cuantioso aporte por parte del gobierno nacional, en aquel entonces presidido por Carlos Lleras Restrepo, se recogieron los recursos suficientes para reactivar el proceso de erradicación. Sin embargo, la negativa de los chambaculeros a trasladarse a los nuevo puntos de reubicación propuestos por el Instituto de Crédito Territorial (cinco puntos distintos ubicados entre los 5 y 10 kilómetros de distancia de Chambacú), retardó durante varios años la iniciativa. Luego de una larga negociación entre las autoridades civiles y los habitantes de Chambacú (también mediada por el desacuerdo alrededor del monto del avalúo de las antiguas viviendas, que los chambaculeros consideraban insuficientes), finalmente se llegó a un acuerdo que posibilitó la erradicación del tugurio en 1971.

## Después de la erradicación
La reubicación de los habitantes de Chambacú se adelantó en el curso de un par de años. Para finales de 1972, ya se hallaban reinstalados en sus nuevos asentamientos aunque apenas, unos años después, comenzaron a aflorar los desatinos del proceso. Aunque el plan de reubicación había incluido un proceso de reinserción social de los chambaculeros, un estudio realizado en 1976 en una de las comunidades donde habían sido reinstalados, reveló que su condición económica no había variado sustancialmente, y que el analfabetismo y el desempleo seguían siendo elevados. Por otra parte, el traslado había generado una ruptura social con las comunidades receptoras. El temor generado por los medios de comunicación y la opinión pública en general, que había imaginado a Chambacú como un asentamiento de delincuentes, ayudó a fomentar episodios de discriminación en contra de los chambaculeros, que redundaron en su exclusión efectiva por parte de la sociedad cartagenera.
Años atrás, el Instituto de Crédito Territorial había decidido reinstalar en uno de los puntos de reubicación a todos los que a su consideración eran una amenaza para la sociedad por su inclinación permanente al crimen. Fueron ubicados en el perímetro de la ciudad a 10 kilómetros del centro, en una urbanización a medio construir, sin algunos de los servicios públicos básicos y sin instalaciones comunitarias. Hoy día, la mayoría de los barrios donde residen los chambaculeros y/o sus descendientes gozan de mala reputación y aparecen en las listas de peligrosidad. Así mismo, también constituyen algunos de los barrios más pobres de la ciudad.
Mientras tanto, el terreno despoblado que quedó después de la erradicación terminó en manos de la alcaldía de la ciudad que trazó varios proyectos urbanísticos para la zona sin que se concretara ninguno (un centro internacional de turismo, una urbanización para la clase media, un centro comercial), situación aprovechada para la formación de un nuevo asentamiento humano en condiciones de extrema pobreza. Finalmente, a inicios de los años 1990, y luego de un proceso comúnmente visto como irregular, estos terrenos pasaron una parte al Inurbe para desarrollar programas de Vivienda de Interés Social (VIS), y otra parte a manos de particulares para construir un centro internacional de negocios. Dicho proceso fue conocido por la opinión pública colombiana como el escándalo de Chambacú.

## En la literatura, la música y el arte
A pesar de que Chambacú es recordado en el imaginario popular cartagenero como un barrio peligroso, la obra de Manuel Zapata Olivella, "Chambacú, Corral de Negros", escrita en 1963, dotó al barrio de un contenido histórico y de una dimensión étnica. Efectivamente, tal como lo retrató en su obra, Chambacú era un barrio habitado mayoritariamente por afrodescendientes; dicha imagen ha servido de inspiración a numerosas canciones que hacen referencia al sitio. La cumbia "Chambacú", compuesta por Pedro Nel Isaza Aguirre es quizás la canción más célebre y popular; ha sido interpretada en numerosas versiones, siendo las más antiguas registradas la de Aurita Castillo y la de Lito Barrientos en 1965, y la más reciente la interpretada por Totó la Momposina, en su disco Pacantó, de 2004. Otras versiones célebres son la opereta inconclusa "Chambacú", de Antonio María Peñaloza, y "La Chambaculera" de Gerardo Varela y Arsenia Asprilla interpretada por el Grupo Cartagena Candombe, grabada en 1989, y por el cantante vallenato Diomedes Diaz en 1991. Una canción anterior a la obra de Zapata fue "Tambores de Chambacú" del maestro Lucho Bermúdez en 1966.
En los años 1940, el poeta cartagenero Jorge Artel escribió un poema titulado "Chambacú y El Espinal", haciendo alusión a los dos barrios populares cartageneros. En los años 1960, el escritor y dramaturgo colombiano Régulo Ahumada retrató a través de la obra de teatro titulada "Chambacú" episodios de la vida cotidiana del barrio. En 2001, Juan Gutiérrez Magallanes, escritor y docente criado en el barrio, escribió un libro de crónicas titulado "Chambacú a la tiña, puño y patá" que narraba sus vivencias y recuerdos de la vida barrial.

## Curiosidades
Numerosas celebridades colombianas nacieron o vivieron en Chambacú, como es el caso de los boxeadores Antonio Cervantes "Kid Pambele", Rodrigo Valdez y Bernardo Caraballo y de cantantes como Petrona Martínez, Etelvina Maldonado y Estefanía Caicedo.
Una pequeña escena de la película "Queimada" de 1969, dirigida por Gillo Pontecorvo y protagonizada por Marlon Brando, fue filmada en Chambacú con los bailes y música de sus habitantes, teniendo de fondo el Castillo de San Felipe.